# Smírčí kříž v Mnichově I
Smírčí kříž stojí v obci Mnichov v okrese Cheb. Je chráněna jako kulturní památka České republiky.

## Historie
Kamenný smírčí kříž byl původně umístěn na rozcestí na severozápadním okraji obce Mnichov, kde jeho poloha je zakreslen v mapě druhého vojenského mapování z roku 1845. V roce 1963 byl zapsán do státního seznamu kulturních památek pod rejstříkovým číslem 25317/4-70. Později byl kříž povalen a zmizel pod nánosy zeminy a porostu. Příslušníky CHKO Slavkovský les byl náhodně nalezen v roce 1980 a v místě nálezu byl vztyčen.

## Popis
Smírčí kříž je vytesán z pískovcového monolitu se zaoblenými rameny a dříkem. Kruhový profil ramen a dříku připomíná dřevěné kůly. V čelní straně je vytesaný špatně čitelný kříž, na zadní straně pod znamením kříže je málo čitelný zdvojený nápis: IHS. Rozměry jsou udávány v rozmezí pro výšku 1,06–1,10 m, pro šířku (rozpětí ramen) 0, 66–0,65 m a tloušťku 0,22–0,23 m.